# Phalaenopsis tetraspis
Phalaenopsis tetraspis là một loài lan đặc hữu của quần đảo Andaman, quần đảo Nicobar và tây bắc Sumatra.

## Hình ảnh

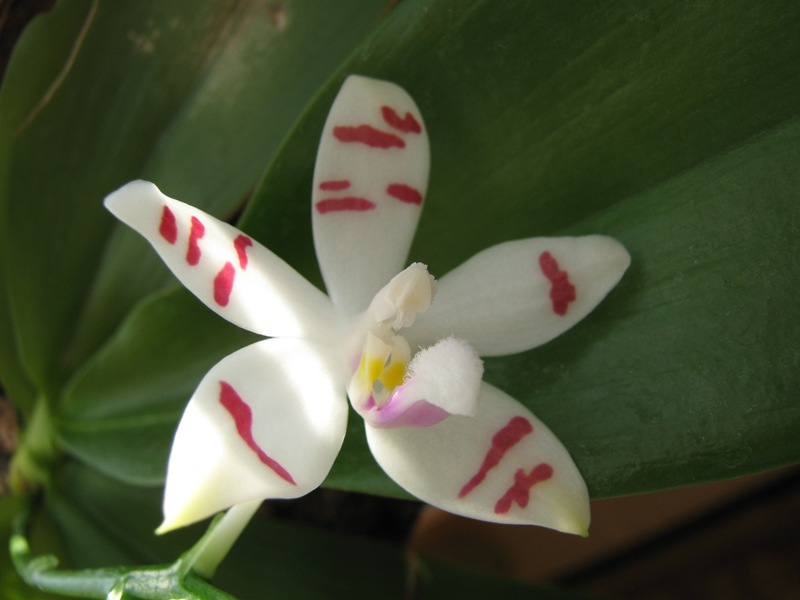
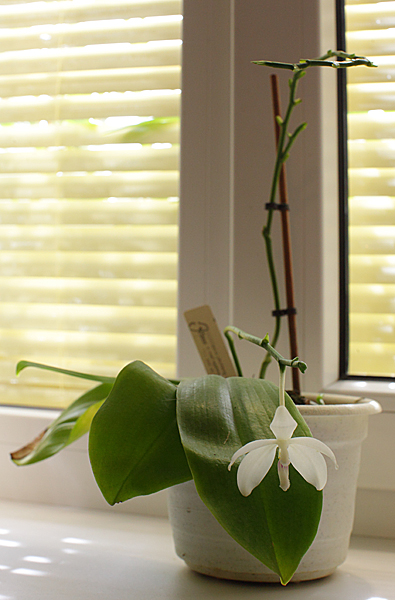
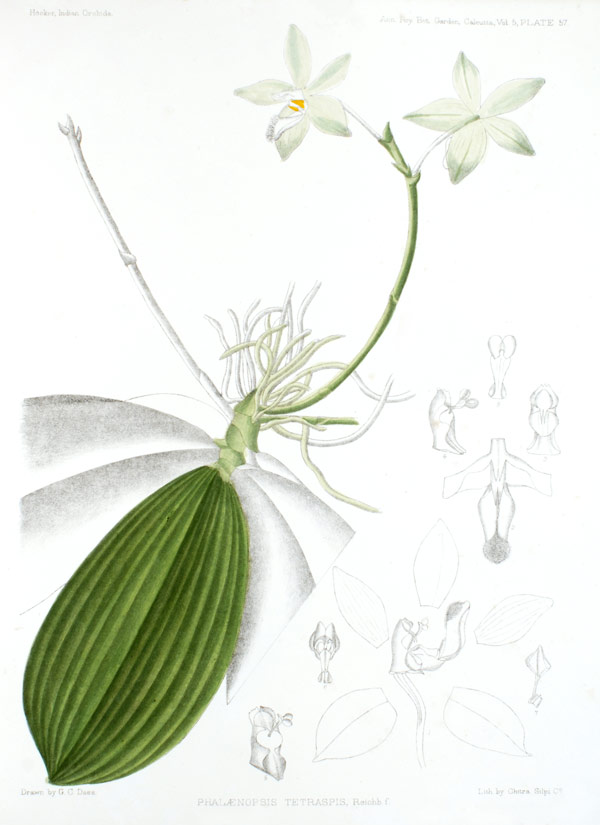
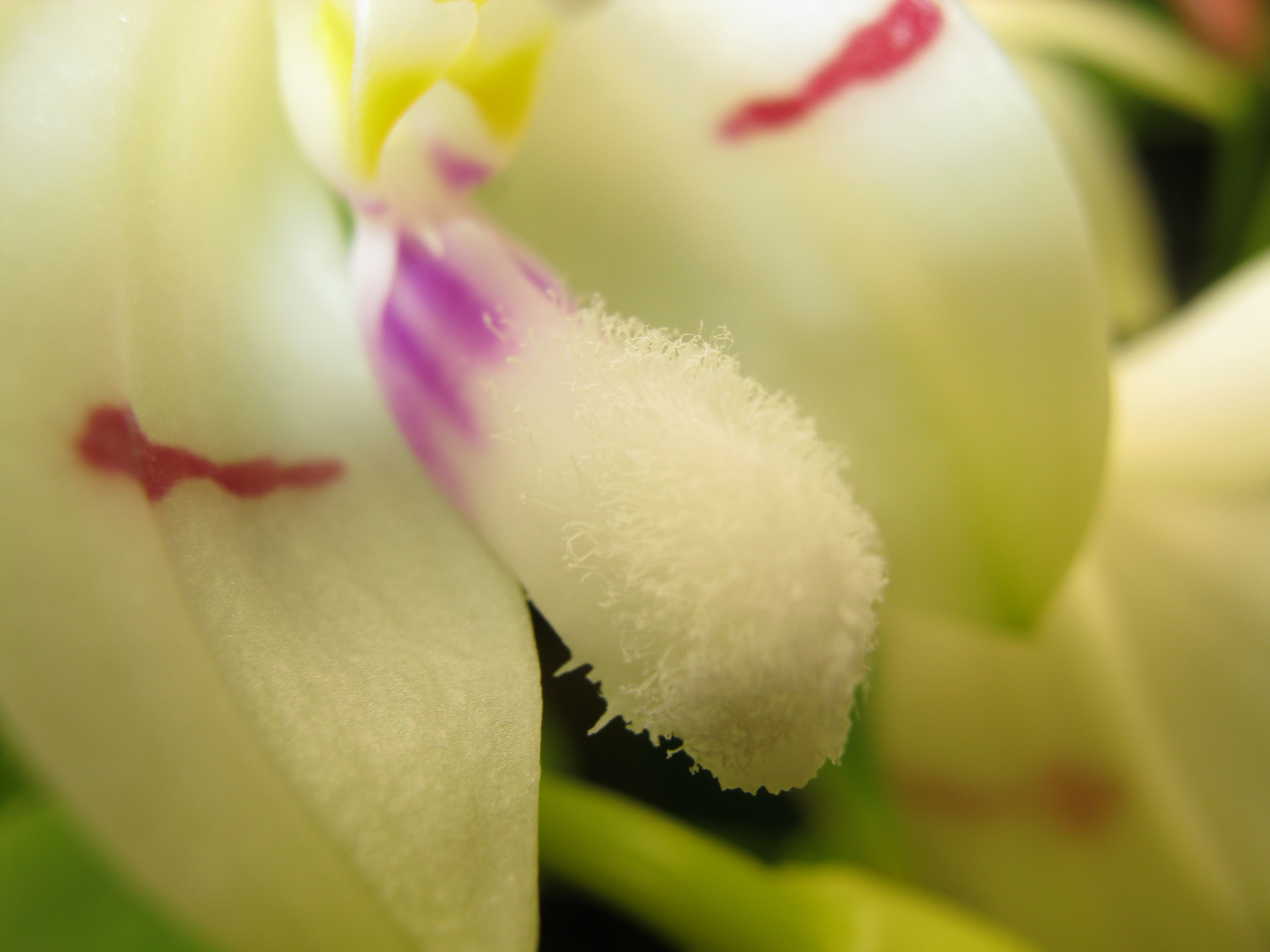